# Saltville (sitio arqueológico)
El sitio Saltville SV-2 es un yacimiento arqueológico localizado cerca de Saltville (Virginia), en los Estados Unidos. Fue excavado desde 1992 hasta 1997 por el paleogeógrafo Jerry N. McDonald, del Museo de Historia Natural de Virginia. Se encuentra en el suroccidente del valle de Saltville, en la región de los Apalaches, al suroccidente de Virginia. Está en el borde norte de un reservorio artificial, establecido por la empresa Olin Mathieson Chemical Corporation, desde 1964.

## Megafauna
Fósiles de megafauna extinta fueron reportados por primera vez por Arthur Campbell en una carta a Thomas Jefferson en 1782. Hasta el presente fueron encontrados perezosos gigantes (Megalonyx jeffersonii), mamut lanudos (Mammuthus primigenius), bueyes almizcleros (Bootherium bombifrons), mastodontes (Mammut americanum), caballos (Equus), un alce ciervo gigante (Cervalces scotti), y un oso gigante de cara corta (Arctodus simus).

## Ocupación humana
Hay tres horizontes arqueológicos que evidencian la ocupación humana del sitio. Estos están fechados entre 14.510 y 13,000 años AP. El horizonte más antiguo data de 14.510 + 80 años AP según la datación por radiocarbono de una herramienta de hueso de la tibia de un buey almizclero. Se encontró evidencia de la cocción de un mastodonte en este nivel. Al lado estaban dos cuchillos de piedra arenisca con los bordes biselados, que se utilizaron para cortar la carne. También están asociados una piedra triangular utilizada como hacha de mano o cuña, un trozo de sílex exótico utilizado y dos piezas de hueso modificados por la acción humana. Estos datos sugieren una ocupación pre Clovis, y apoyan la teoría del poblamiento temprano de América.
El horizonte del medio contenía una colección de objetos líticos y subproductos de la fabricación de herramientas de piedra. También estaban presentes huesos de pescado, un trozo de carbón vegetal y 12 piezas de desecho de microtallas. Cinco de ellas son alargadas y una era prismática. Ramas fueron encontrados entre la arena, proporcionaron una datación de 13.950 + 70 años AP.
El horizonte más reciente contenía restos de 200 individuos inmaduros de la almeja Pyganodon grandis, un mejillón que normalmente vive en embalses o corrientes que se mueven lentamente por debajo de barro. Pesca y vertebrados anfibios fueron descubiertos junto con carbón vegetal, desechos de talla, y 125 posibles piezas de microtalla de material foráneo que produjo una pequeña cantidad de piezas conectadas a retoque bifacial. Se estima que datan de hace aproximadamente 13.000 años AP, por la interpretación de la información sobre la creación del depósito.